# Straumøya
Straumøya er en ø beliggende på sydsiden af Saltfjorden ved Saltstraumen i Bodø kommune, Nordland. Den har et areal på 29,50 km² og 278 indbyggere (2016).
Straumøya naturreservat ligger midt på øens vestlige del mellem Seivåg og Seines.
Den østlige ende af Straumøya er knyttet til fastlandet med fylkesvej 17, med Indre Sunnan bro direkte til fastlandet i syd og Saltstraumen bro til Knaplundsøya (retning Bodø) i øst.
Under Anden verdenskrig var øen hjemsted for to tyske kystbatterier.